# DC Towers
DC Towers — небоскрёб, который является первым по высоте в Вене и Австрии. Башня расположена на берегу реки Дунай, в районе Кайзермюлен, где является доминантой. Общая площадь здания составляет 93 600 м², из них 66 000 м² приходятся на офисные помещения. Строительство здания продолжалось с 2010 по 2013 год. Благодаря своему чёрному фасаду здание является примечательным строением в деловом районе Вены.

## Строительство
Здание построено в едином архитектурном стиле — футуризм. Форма башни представляет собой призму, одна из сторон которой выглядит «гранённой». Основные материалы облицовки здания — стекло, а каркас построен из армированного бетона.

## Коммерческая деятельность в DC Towers
Большинство площадей здания занимают офисы, наряду с ними имеются отель, фитнес-клуб и ресторан, расположенные на верхних этажах.

## Галерея
- Вид с юго-запада
- Вид с юга
- Юго-восточный фасад
- Вид с юго-запада во время строительства (2012)
- Donau City и DC Tower 1 с северо-запада